# Abdusalom Azizov
Abdusalom Abdumavlonovich Azizov (en ouzbek : Абдусалом Абдумавлонович Азизов, en russe : Абдусалом Абдумавлонович Азизов Abdoussalom Abdoumavlonovitch Azizov, né le 18 janvier 1960 à Tachkent dans la RSS d’Ouzbékistan en Union Soviétique) est un homme politique et militaire ouzbek.

## Biographie
Après une carrière militaire où il a atteint le grade de major-général, Azizov a travaillé dans le département des affaires interne de la province de Djizak. Le 4 janvier 2017, il est nommé pour devenir le prochain ministre des Affaires intérieures en remplacement de Adham Ahmadboyev. Il ne reste néanmoins pas longtemps en place puisqu'il devient ministre de la Défense en septembre de la même année pour remplacer Qobul Berdiyev. Radio Free Europe dira de ce remplacement qu'il s’agit d'une manœuvre du nouveau président Shavkat Mirziyoyev pour remplacer l'élite politique nommé par son prédécesseur  par une qui lui serait loyal. Berdiyev étant l'avant-dernier officier majeur lié à la sécurité nommé par Karimov, le dernier étant Rustam Inoyatov qui sera remplacer quelques mois plus tard.
Le 11 février 2019, il remplace Ixtiyor Abdullayev à la tête du Service national de la Sécurité, il est alors remplacé par Bahodir Qurbonov à la défense.